# 西山克典
西山 克典（にしやま かつのり、1951年3月 - ）は、日本の歴史学者（ロシア近代史・ロシア現代史）。学位は、博士（文学）（北海道大学・2003年）。静岡県立大学名誉教授。
北海道大学文学部助手、札幌市立高等専門学校助教授、静岡県立大学国際関係学部教授、静岡県立大学大学院国際関係学研究科研究科長（第7代）などを歴任した。

## 来歴

### 生い立ち
北海道大学文学部史学科にて歴史学を学び、北海道大学大学院文学研究科の博士課程を単位取得中退する。

### 研究者として
北海道大学文学部史学科にて西洋史第一講座を担当する助手として採用され、北海道大学スラブ研究センター（現・北海道大学スラブ・ユーラシア研究センター）研究員も兼任する。その後、札幌市立高等専門学校にて助教授を務める。静岡県立大学国際関係学部に移り、当初は国際言語学科の助教授、後に教授となった。大学院国際関係学研究科にて比較文化専攻の教授も兼任しており、研究科長にも就任した。2016年3月31日、静岡県立大学の国際関係学部と大学院国際関係学研究科の教授を退任した。静岡県立大学より名誉教授の称号を贈られる。

## 研究
専門は歴史学であり、特にロシアの近現代史を研究対象としている。ロシア革命やロシアでの農民・農奴の社会運動、少数民族の民族運動などを通じて、ロシア帝国からソビエト連邦を経てロシア連邦となる過程を明らかにしている。革命家レフ・トロツキーの原著を翻訳するなど、ロシア語文献の翻訳活動も知られている。近年では、歴史学者として同じくロシア近現代史を研究するハーバード大学名誉教授リチャード・パイプスの著書も翻訳している。

## 略歴
- 1974年 北海道大学文学部卒業
- 1979年 北海道大学大学院文学研究科博士課程単位取得中途退学
- 1979年 北海道大学文学部助手
- 1980年 北海道大学スラブ研究センター研究員
- 1991年 札幌市立高等専門学校助教授
- 1997年 静岡県立大学国際関係学部助教授
- 2003年 静岡県立大学国際関係学部教授　同年9月　北海道大学　博士（文学）　「ロシア革命と東方辺境地域 : 「帝国」秩序からの自立を求めて 」。
- 2006年 静岡県立大学院国際関係学研究科研究科長

## 著作

### 単著
- 『ロシア革命と東方辺境地域――「帝国」秩序からの自立を求めて』北海道大学図書刊行会、2002年。ISBN 4832962817

### 訳書
- レフ・ダヴィドヴィチ・トロツキー『ロシア革命――「十月」からブレスト講和まで』柘植書房、1995年。ISBN 4806803812
- リチャード・パイプス『ロシア革命史』成文社、2000年。ISBN 4915730255

### 論文
- 「ロシア革命と工場委員会運動――研究史の整理と展望」『北大史学』16号（1976年）
- 「ロシア革命と工場委員会運動――ペトログラードにおける1917年3-7月期の分析」『北大史学』18号（1978年）
- 「第一次ロシア革命期における農民運動――プリガヴォールの分析を通して」『土地制度史學』21巻3号（1979年）
- 「ロシア農民革命の世界 1917年3-7月」『北海道大学文学部紀要』29巻2号（1981年）
- 「ロシア革命と農民――共同体における"スチヒーヤ"の問題によせて」『スラヴ研究』29号（1982年）
- 「ロシア革命における農民――その行動様式と社会意識」『ロシア史研究』39号（1984年）
- 「ロシア革命と地方ソヴェト権力――一党制政治システムの形成によせて」『スラヴ研究』32号（1985年）
- 「バシキール自治共和国(1921-23年)――一党制政治システムの形成とその矛盾によせて」『北大史学』26号（1986年）
- 「バシキール自治共和国の形成――1党制政治システムの形成と民族自治の問題によせて」『北海道大学文学部紀要』35巻1号（1987年）
- 「帝政ロシア・セミレーチエ地方に於ける植民の展開 1867-1914年」『北大史学』29号（1989年）
- 「中央アジアに於けるムスリム蜂起と革命――セミレーチエ地方を中心に（1916-1917年）」『北海道大学文学部紀要』38巻3号（1990年）
- 「ロシア革命と辺境植民地――中央アジア・セミレーチェ地方を中心に（1918-1922年）」『北海道大学文学部紀要』 39巻3号（1991年）
- 「ロシア革命と辺境民族地域――植民地革命の問題によせて」『ロシア史研究』50号（1991年）
- 「ヴォルガ・ウラル地方のタタール人――『自治』からの脱却と文化の復興を求めて」『海外事情』40巻6号（1992年）
- 「ロシア革命と地域編成――ヴォルガ・ウラル地域」『地域と地域統合の歴史認識 その1』北海道大学スラブ研究センター、1997年。
- 「帝国秩序の崩壊と再編――ストルィピンからスターリンへ」『ロシア史研究』64号（1999年）
- 「帝国の『東方』支配――『同化』と『異化』によせて」『ロシア史研究』72号（2003年）
- 「クルバンガリー追尋――国際情勢に待機して（1・2）」『国際関係・比較文化研究』4巻2号（2006年）・5巻1号（2006年）
- 「露独両帝の往復文書（1894-1914年）（1-3）」『国際関係・比較文化研究』6巻1号（2007年）・6巻2号（2008年）・7巻1号（2008年）